# Cantonul Montmirey-le-Château
Cantonul Montmirey-le-Château este un canton din arondismentul Dole, departamentul Jura, regiunea Franche-Comté, Franța.

## Comune
- Brans
- Champagney
- Chevigny
- Dammartin-Marpain
- Frasne-les-Meulières
- Moissey
- Montmirey-la-Ville
- Montmirey-le-Château (reședință)
- Mutigney
- Offlanges
- Peintre
- Pointre
- Thervay